# Antonio Julio de la Hoz
Antonio Julio de la Hoz (Barranquilla, 1920 - Porlamar, 2010) foi um futebolista e treinador de futebol colombiano.
Como jogador, de la Hoz defendeu a Seleção Colombiana de Futebol no Sul-Americano de 1945. Já como treinador, ele dirigiu a seleção de seu país entre 20 de junho e 7 de agosto de 1965, nas eliminatórias para a Copa do Mundo FIFA de 1966, porém não conseguiu a classificação.

## Títulos

### Jogador
Santa Fe
- Campeonato Colombiano: 1948

### Treinador
Unión Magdalena
- Campeonato Colombiano: 1968